# 카나이 미카
카나이 미카(金井 美香, 1964년 3월 18일 ~ )는 일본의 성우이다. 같은 성우인 야마데라 코이치와 결혼하면서 성이 잠시 야마데라(山寺)로 바뀌었으나, 2006년 봄에 이미 이혼한 것이 2007년에 뒤늦게 밝혀졌다. 아버지 카나이 아키히사는 연극배우 출신이며 어머니 타가미 카즈에는 같은 성우 출신이다.

## 출연작

### 텔레비전 애니메이션
1988년
- 날아라 호빵맨(메론빵)

1989년
- 비리켄2기(야마카와 미키)
- 기동경찰 패트레이버(마츠모토 카나)
- 날아라 호빵맨(메론빵,유즈이로,마리오넷(첫 번째),울보쟁이,태풍도련님,아기늑대, 마루,카렌,키리마루,아몬드왕자)
- 소년아지베(마오,페페페 소우란아레마,후카다)

1990년
- 아이돌천사 요우코소 요우코(타나카 요우코)
- 즐거운 무민 일가(플로렌(스노크 아가씨))
- 마루코는 아홉살(토카와선생의 부인)
- 츠루공주!(꽃)
- 매지컬 타루토군(귀여운 요리사)
- 맹렬한 타로(마츠시로)
- 쥬쥬(리카)

1991년
- 금붕어 주의보(와피코)
- 태양의 용자 파이버드(마유미,난바 카오루코)
- 쌍둥이 로테(토르데)

1992년
- 엄지공주 이야기(마야)
- 란마1/2 열투편(낙서팬더)
- 요리사 아빠(요시나가 사나에)
- 크레용 신짱(카자마군의 친구,미녀)
- 코비의 모험(노시)
- 수지와 마이비(마이비)
- 슈퍼지간(마미) 마미
- 쯔요시 제대로해(리에, 에리)
- 미소녀전사 세일러문(시라토리 미캉)
- 유유백서(사스가)
- 꾸러기 마녀 노노(야다몽)

1993년
- 도라에몽(호시노 스미레,친구로봇 로라)
- 닌자보이 란타로(오쿠니)
- 무책임함장 타일러(유미 하나&에미 하나)
- 야다몽(야다몽)

1994년
- 미소녀전사 세일러문 S(미메트)
- 마법진 구루구루(츄리)
- 야마토 타케루(오토 타치바나)
- 3번가의 타마 우리집 타마를 모르시나요?(코코)

1995년
- 괴도 세인트 테일(센도 마쥬)
- 공륭모험기 쥬라트리퍼(아스카)
- 얌보 님보 톰보(톰보)

1996년
- 아기와 나(후지이 이치카)
- 기동신세기 건담 X(티파 아딜,루틸 리리안트)
- 소년산타의 대모험(메이)
- 체포하겠어!(미카)
- 동키 콩(캔디 콩)
- 집 없는 아이 레미(리즈)
- 용자지령 다그온(히로세 나기사)

1997년
- 집없는 아이 레미(리즈)
- 흡혈귀 미유(시나)
- 김전일 소년의 사건부(니노미야 미즈호)
- 닥터 슬럼프 리메이크판(치빌)
- 닌펜 만파루(란코)
- 헝클베리핀 이야기(샤롯테)
- 맑음 때때로 뿌이뿌이(뿌이뿌이)
- 포켓몬스터(프린,켄지의 마릴,메타몽,사토시의 치코리타->베이리프 그외 다수)

1998년
- 마법스테이지 팬시라라(후타키 아스카)
- 모모이로 시스터즈(가네코 모에코)
- 나와나 둘만의 롯테(토르데)

1999년
- 알고있나!월광가면군(사사키 사유리)
- 가자!우주전함 야마모토 요코(메오=니스의 로토)
- 꼬마자동차 붕붕(붕붕삐약이)
- 수지짱과 마비(마비)

2000년
- 반드레드 the second stage(레베카)
- 육문천외 몬코레 나이트(비기너)
- 난다 난다 니얀다(미코(2대)
- 포켓몬스터 뮤츠! 난 여기에 있다(사토시의 치코리타)
- 몬스터 팜 ~원반석의 비밀~(미미냐)
- 은장기공 오디안(미루)
- 다!다!다!(루우, 야마무라 미캉)

2001년
- 갤럭시 엔젤(바닐라 H,노마트,아키라)
- 은장기공 오디안(미르)
- 사막의 해적!캡틴 쿠퍼(유케)
- 진 여신전생 D 칠드런 라이트&다크(스쿨드)
- 꼬마자동차 붕붕 2기(붕붕삐약이)
- 파랏파랏파(서니 퍼니)
- 더욱 더! 꼬마마녀 도레미(히라노 카린)

2002년
- 꼬마마녀 도레미 콰쾅!(파오)
- 다!다!다!(루우, 야마무라 미캉)
- 하나다 소년사(링코)
- 포켓몬스터 어드밴스 제네레이션(프린,사토시의 베이리프,켄지의 마릴)
- 라임색전기담(사텐)
- 데빌 칠드런(스쿨드)

2003년
- 내일의 나쟈(루카)
- 아스트로보이 철완 아톰(덴코)
- AVENGER (네이)
- 고로케(모차렐라)
- 금색의 갓슈벨(롭스)
- 괴!크로마티고교(메카자와 베타,메카자와 신이치(초기화) ,미카짱)
- 월간 포켓몬 방송국(사토시의 베이리프)
- 데지캐럿뇨(앙고로 키나코)
- 나나카 6/17(피코타)
- 명탐정 코난(아케미)
- 모험유기 프라스타 월드 - 카친공주

2004년
- 퀘걸 조로리(마니이)
- 오늘부터 마왕(시부야 유리(어린시절))
- KURAU Phantom Memory9(아기)
- 공각기동대 S.A.C 2nd GIG(토구사의 딸)
- 안젤라 아나콘다(나네트 마노아)
- 스위트 발레리안(판다브)
- 스쿨럼블(표토르)
- 플라네테스(시아)

2005년
- 부탁해 마이멜로디(타카노 리카)
- 성실하게 불성실한 퀘걸 조로(마니이)
- 눈의 여왕(리리)

2006년
- 열쇠공주이야기 영원의 앨리스 윤무곡(쌍둥이의 앨리스)
- 갤럭시엔젤룬(바닐라H)
- 코드기어스 반역의 를루슈(스메라기 카구야)
- 꼬마천사 코텐코(요정 아이)
- 사상최강의 제자 켄이치(바 렌카)
- 스쿨럼블 2학기(표토르)
- NANA (우에하라 미사토(츠즈키 마이))
- 쓰르라미 울 적에(호죠 사토코)
- 공주님 조심(이모대신)
- 블랙잭21(마리)
- 프린세스 프린세스(사야카(어릴적))
- 명탐정 코난(후나모토 토오루사)

2007년
- 소녀왕국 표류기(카가미)
- 쓰르라미 울 적에 해답편(호죠 사토코)
- 레 미제라블 소녀 코제트(선프리스,투산)

2008년
- 오쟈루마루(하치코)
- 오늘부터 마왕 제3씨리즈(시부야 유리(어린시절))
- 우리집 3자매(수)
- 코드기어즈 반역의 를르슈R2(스메라기 카구야)
- NARUTO -나루토- 질풍전
- 노라미미(브롯섬)

2009년
- 카나메모(여자아이)
- 포켓몬스터 다이야몬드&펄(피오네)

2010년
- 도라에몽(욧짱)

2015년
- 포켓몬스터 XY(유리카(대역))

2016년
- 포켓몬스터 썬&문(토게데마루)

2017년
- 키라키라☆프리큐어 아라모드 - (페코링)

### OVA
1991년
- 초인 로크 : 신세계전대(에리카)

1992년
- 만능문화묘랑(요시카와 에이미)

1994년
- 이리아(케이)
- 탄생 ~Debut~(타나카 쿠미)
- 컴파일러(리카)
- 귀절환(아카네)
- 폭염학원 가드레스(아오베 히메)

1995년
- 윤윤☆파라다이스(윤윤)
- 골든보이(치에)
- 아이돌 프로젝트(엑스트라 카이도)
- 비져너리 1(오쿠데라 레이코)

1996년
- 아키코(카오리)
- 인법난 카라쿠리(스즈카)
- 마법의 시호짱(세레네 공주)

1999년
- 미네르바의 검사(케이트)
- 멜티랜서(바네사)

2001년
- ONE~빛나는 계절에~(시이나 마유)

2003년
- SPACE PIRATE CAPTAIN HERLOCK(오오야마 마유)
- 사쿠라 대전 에콜 드 파리(시)

2004년
- 테일즈 오브 판타지아 THE ANIMATION(아체 클레인)
- 사쿠라 대전 르 누보 파리(시)
- 우주교향시 메탈 ~은하철도 999 외전~(라 레라)

### 극장판 애니메이션
2000년
- 피츄와 피카츄(치코리타)
- 뱀파이어 헌터 D 2000(레일라의 손녀)

2001년
- 극장판 포켓몬스터 세레비 시간을 초월한 만남(베이리프)

2002년
- 파름의 나무(푸)

2006년
- 극장판 동물의 숲(후우코)

### 게임
1995년
- 게임 천국 (세리아)
- 테일즈 오브 판타지아 SFC판 (아체 클라인)

1996년
- 멀티랜서 은하 소녀 경찰2086 (바넷사)
- 동급생2 FX·SS·PS판 (나가시마 쿠미코)
- 랑그릿사III (티아리스)

1997년
- EVE burst error SS판 (시바타 아카네)
- 유구환상곡 (테디)
- 파랜드 스토리~4개의 봉인~ (파미라)

1998년
- 미츠메테 나이트R 대모험편 (마유, 아쿠아, 메린다)
- 힘내라! 게임 천국 (세리아)
- 슈퍼 로봇 대전F 완결편 (미오 사스가)
- 테일즈 오브 판타지아 PS판 (아체 클라인)
- 비스토라이저/블러디 로어 (앨리스)

1999년
- 닌텐도 올 스타! 대난투 스매시브라더스 (푸린)
- 슈퍼 로봇 대전 컴플리트 박스 (미오 사스가)

2000년
- 슈퍼 로봇 대전EX PS판 (미오 사스가)
- 포포로 크로이스 전기II (질바)
- EVE ZERO (시바타 아카네)
- SD건담 GGENERATION-F (캐츄어 리스)
- 테일즈 오브 이터니아 (아체 클라인)

2001년
- 사쿠라 대전3 ~파리는 불타고 있는가~ (시이 카프리스)
- 슈퍼 로봇 대전α 외전 (티파 아딜, 미오 사스가)
- Missing Blue (미스미 유메)
- 그로우 랜서III (아네트 번즈)
- 대난투 스매시브라더스DX (푸린, 치코리타, 마릴)

2002년
- 테일즈 오브 팬덤Vol.1 (아체 클라인)
- 사쿠라 대전4 ~사랑하라 처녀~ (시이 카프리스)
- 테일즈 오브 더 월드 나리키리 던전2 (아체 클라인)

2003년
- EVE burst error PS2판 (시바타 아카네)
- GALAXY ANGEL Moonlit Lovers (바닐라 H)

2004년
- 사쿠라 대전 이야기 ~미스테리어스 파리~ (시이 카프리스)
- 라임색 류기담☆순 (사텐)
- GALAXY ANGEL Eternal Lovers (바닐라 H)
- 코로케!Great 시공의 모험자 (모차렐라)
- 중화작사 텐호 파이냥 (린 린린, 파이냥)

2005년
- 테일즈 오브 더 월드 나리키리 던전3 (아체 클라인)
- 프린세스 콘체르트 (무크)
- GALAXY ANGEL EX (바닐라 H)
- 코로케!DS 천공의 용자들 (모차렐라)

2006년
- 테일즈 오브 판타지아 PSP판 (아체 클라인)
- GALAXY ANGEL II 절대영역의 문 (바닐라 H)
- 쓰르라미 데이 브레이크 (호죠 사토코)
- 테일즈 오브 더 월드 레디언트 마이솔로지 (아체 클라인)

2007년
- 쓰르라미 울 적에 축제 (호죠 사토코)
- 트러스티 벨 ~쇼팽의 꿈~ (살사)
- 테일즈 오브 팬덤 Vol.2 (아체 클라인)
- Another Century's Episode 3 THE FINAL (티파 아딜)

2008년
- 대난투 스매시브라더스 X (푸린, 치코리타)
- 슈퍼 로봇 대전Z (티파 아딜)

### 드라마CD
- 돌격! 빳빠라대 (오우카(유체리))

## 더빙
※더빙작의 경우 정확한 방송 시기를 알아내기 힘들어 제작국의 제작연도로 대체하였음.

### 한국 애니메이션
1997년
- 녹색전차 해모수(로토)